# Konrad Hummler

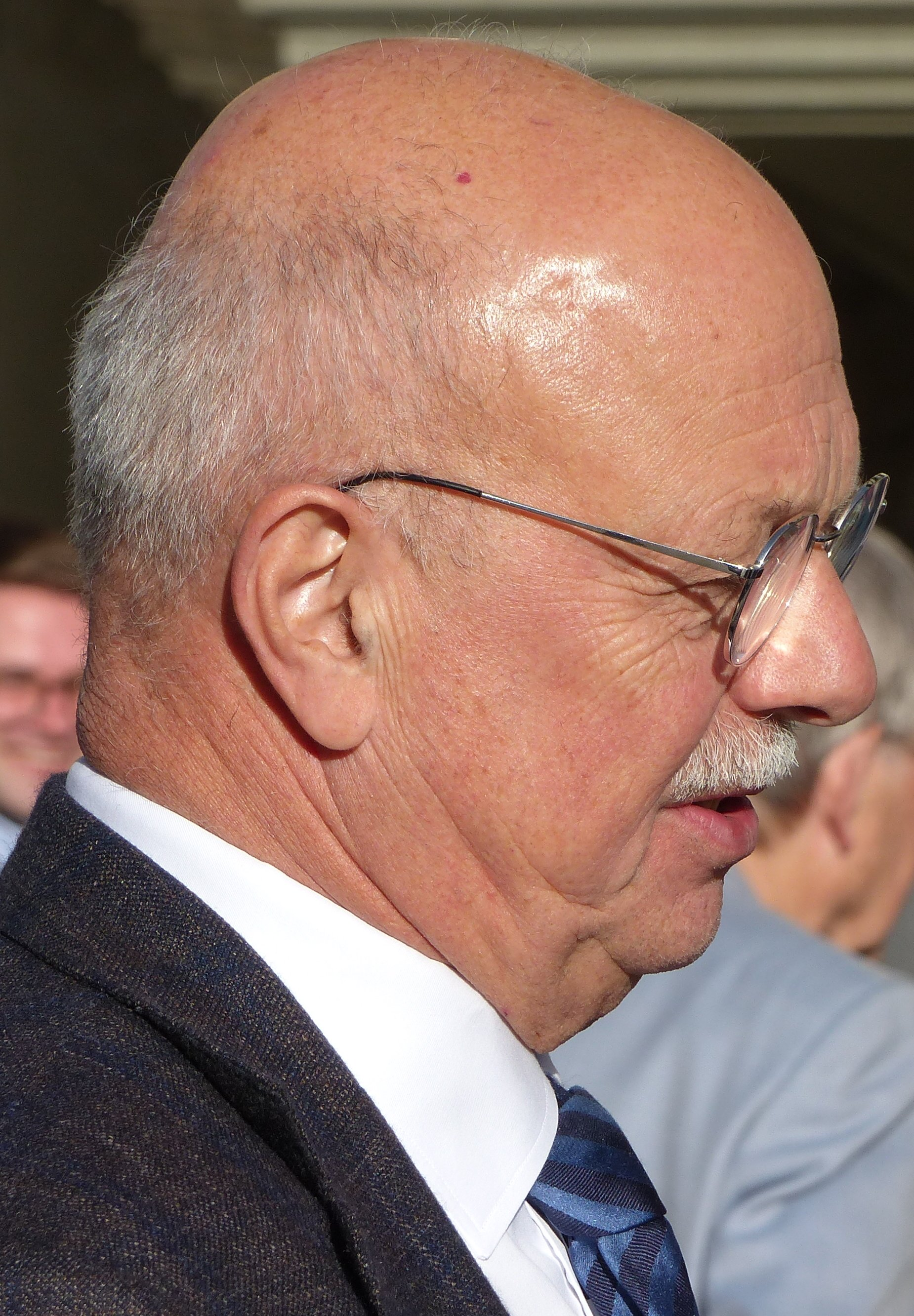
Konrad Hummler (2024)

Konrad Hummler (* 13. März 1953 in St. Gallen; heimatberechtigt in St. Gallen und Thun) ist ein Schweizer Unternehmer, Publizist und ehemaliger Privatbankier. Er war geschäftsführender Teilhaber der Privatbank Wegelin & Co. und Verwaltungsratspräsident der Neuen Zürcher Zeitung.

## Leben und Wirken

### Kindheit und Ausbildung
Hummler wurde als Sohn des ehemaligen FDP-Nationalrats und St. Galler Stadtammanns Alfred Hummler geboren. Er wuchs in St. Gallen auf und machte dort die Matura an der Kantonsschule am Burggraben. Er studierte an der Universität Zürich Rechtswissenschaften und an der Universität Rochester Wirtschaftswissenschaften. Neben dem Studium betreute er als Chefredaktor die Schweizerische Hochschulzeitung und leitete während zweier Jahre das St. Galler Management-Symposium. Er promovierte an der Universität Zürich bei Peter Forstmoser über das Thema Die Automatisierte Rechtsanwendung und Rechtsdokumentation.

### Bankentätigkeit
Von 1981 bis 1989 war er in der Schweizerischen Bankgesellschaft (der heutigen UBS) tätig, erst in der Finanzanalyseabteilung, später als persönlicher Assistent des damaligen Verwaltungsratspräsidenten Robert Holzach. 1989 wechselte Hummler zu Wegelin & Co. Privatbankiers, wo er ab 1991 ein unbeschränkt haftender und geschäftsführender Teilhaber war.
Ende 2004 trat Hummler aus Protest «gegen mangelnde Debattenkultur» bezüglich der bilateralen Verträge aus dem Verwaltungsrat der Schweizerischen Bankiervereinigung aus. 2004 wurde er Mitglied des Bankrates der Schweizerischen Nationalbank. 2008 wurde er zum Präsidenten der Vereinigung Schweizerischer Privatbankiers gewählt. Im Hinblick auf die Übernahme des Verwaltungsratspräsidiums bei der NZZ-Gruppe trennte er sich im April 2011 von diesen Mandaten.
Unter seiner Leitung wuchs Wegelin von 25 auf ca. 700 Mitarbeiter (2011). Nachdem die US-amerikanische Steuerbehörde grossen Druck auf die Bank ausgeübt und mit einer Anklage wegen Anstiftung zu schwerer Steuerhinterziehung gedroht hatte, wurde der Grossteil des Privatkundengeschäfts an die Raiffeisen Schweiz verkauft. Rückblickend betrachtet benennt Hummler die Unterschätzung der USA wegen der nachdrücklichen Durchsetzung ihrer Rechtsauffassung  als seinen Kardinalfehler.
Hummler präsidiert die Zürcher Private Client Bank AG.

### Weitere Tätigkeiten
Neben seiner Bankentätigkeit ist Konrad Hummler Mitglied des Verwaltungsrates mehrerer Unternehmungen und Institutionen wie der Bühler Holding AG. Ab 2002 war er Mitglied im Verwaltungsrat der Neuen Zürcher Zeitung, ab dem 9. April 2011 präsidierte er den Verwaltungsrat. Am 9. Februar 2012 sistierte er seine Tätigkeit als Präsident, um sich auf rechtliche Auseinandersetzungen im Steuerstreit der Bank Wegelin mit den USA zu konzentrieren. Er blieb vorerst Mitglied im Verwaltungsrat. Im März 2013 kündigte er an, auf die Generalversammlung der NZZ-Mediengruppe vom 13. April 2013 zurückzutreten. Als Gründe gab er an, dass er seine publizistische Unabhängigkeit bei der Verfolgung eigener Pläne sicherstellen möchte und dass er als einfaches Mitglied des Verwaltungsrats nicht genügend Wirkungsmöglichkeiten bei der Bewältigung der anstehenden strategischen Entscheidungen hätte.
Hummler stand bis 2011 der Industrie- und Handelskammer St.Gallen-Appenzell vor. Er engagiert bzw. engagierte sich auch in Stiftungen zum Wohle von Kultur und Gesellschaft, wie etwa der Zoo Zürich Stiftung, bei Diagnose Krebs – Stiftung für krebskranke Menschen (bis 2011) und bei der J. S. Bach-Stiftung, die er mitgründete und deren Präsident er ist. Er ist Partner beim Ostschweizer Think-Tank M1.
Hummler ist Mitglied der FDP, nimmt aber oft andere – radikalliberale – Positionen ein als seine Partei. Er war Befürworter des EWR-Beitritts und Gegner des EU- und Schengen-Beitritts. Er fordert Parallelimporte und Freihandelsabkommen.
Er verteidigte die Tatsache, dass in der Schweiz Steuerfluchtgelder verwaltet werden, als legitim.
Bei der Affäre um den Kauf der den deutschen Ländern angebotenen gestohlenen Daten deutscher Kunden bei Schweizer Finanzinstituten Anfang 2010 sagte er auch konsequent dazu: «Nie werde ich bereit sein, den Status eines Steuerzahlers zu überprüfen. Sonst hänge ich den Job an den Nagel.»
Seine publizistische Tätigkeit ist vielfältig. Er war ständiger Verfasser des Wegelin-Anlagekommentars, der bis Ende 2011 alle zwei Monate erschien und eine Auflage von 100'000 Exemplaren zählte und auch als Podcast in iTunes erhältlich war. Zudem war und ist er begehrter Kolumnist diverser Zeitschriften und Zeitungen. Er ist Verfasser der zweimonatlich erschienenen, inzwischen eingestellten Publikation «bergsicht». 1998 gründete Hummler die Stiftung Liber’all als gemeinsames Dach über die von ihm kontrollierten Basisorganisationen Trumpf Buur, Medien-Forum und Liberale Aktion. Er ist Präsident des Vereins Zivilgesellschaft und Mitglied der Friedrich A. von Hayek-Gesellschaft.
Er bekleidete in der Schweizer Armee den Rang eines Obersts im Generalstab. Hummler ist Mitglied der Sektion Schweiz der Clausewitz-Gesellschaft. Ferner ist er Mitglied des Kuratoriums des forum thomanum Leipzig e.V.
2014 wurde er zusammen mit Noam Chomsky und Jetsun Pema, der Schwester des Dalai Lama, mit dem von Peter Sloterdijk mitinitiierten Myschkin-Preis ausgezeichnet. Die Laudatio hielt Frank A. Meyer, der Hummler in der Vergangenheit in zahlreichen Texten kritisiert hatte.
Im Herbst 2020 gehörte er zu den Erstunterzeichnern des Appell für freie Debattenräume.
Im Jahre 1999 gründete Konrad Hummler zusammen mit dem Musiker Rudolf Lutz die J. S. Bach-Stiftung in St. Gallen. Sie strebt an, das gesamte Vokalwerk Johann Sebastian Bachs aufzuführen und in hochwertigen Videoaufnahmen zu dokumentieren. Künstlerischer Leiter ist Prof. Rudolf Lutz, Organist, Cembalist, Chorleiter, Dirigent, Musikpädagoge und Komponist. Inzwischen (2022) sind zahlreiche Kantaten eingespielt, die auch als CD im Handel erhältlich sind. 
Konrad Hummler ist verheiratet, Vater von vier Töchtern und wohnt in Teufen AR.

## Werke (Auswahl)
- Versuch, Irrtum, Deutung – Anlagekommentare 1990 bis 2010. Zürich: Orell Füssli 2011, ISBN 978-3-280-05424-6.
- Aus der Frohburg. Aufzeichnungen zur Herkunft eines Unangepassten. St. Gallenkappel: Edition Königstuhl 2021, ISBN 978-3-907339-00-8.